# BioLogos

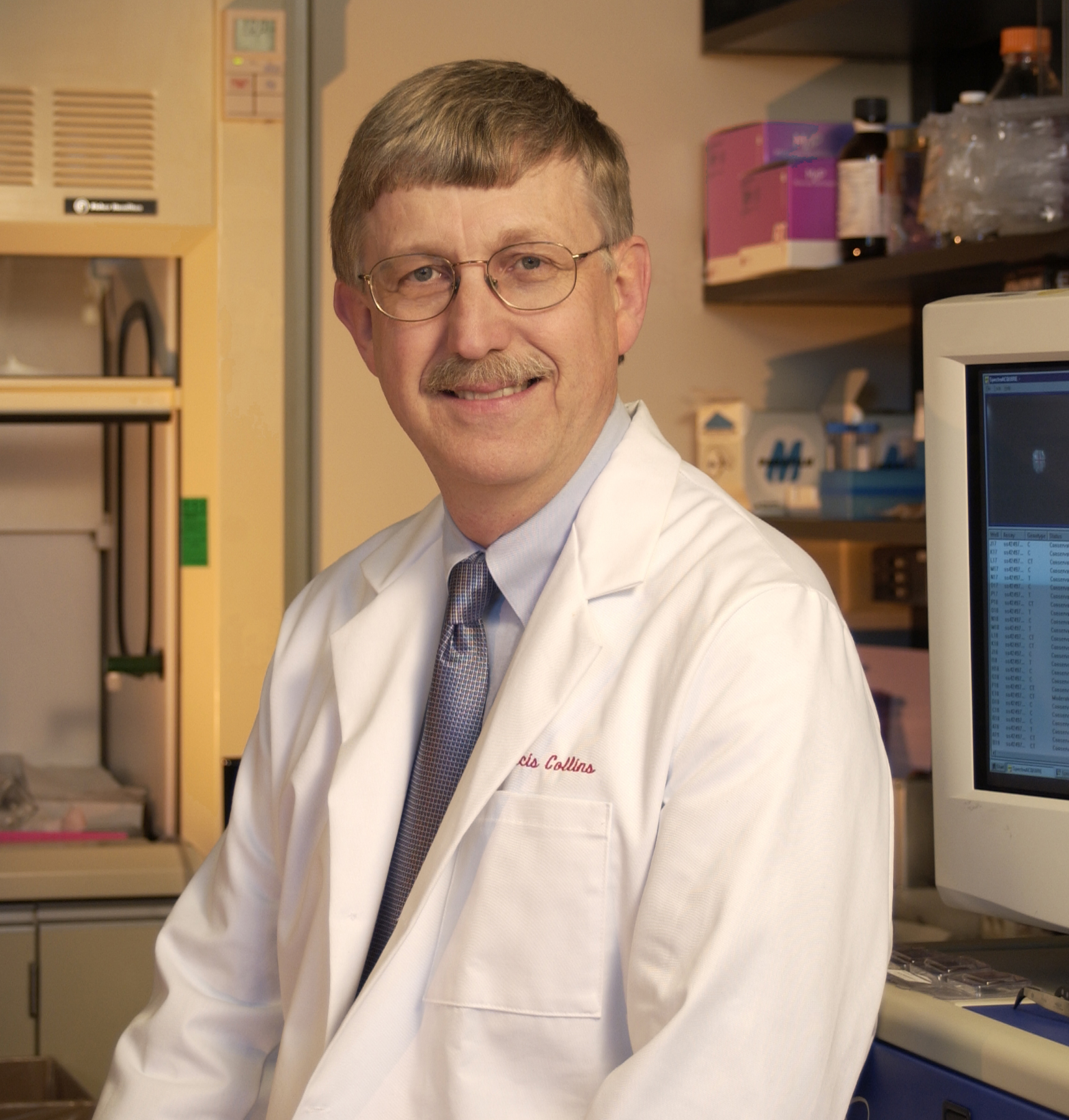
Francis Collins nel 2003

BioLogos è una fondazione "non profit", di una comunità di cristiani evangelici, creata nel 2007, che ha come intento la ricerca della riconciliazione tra la scienza e la fede cristiana.
Il termine BioLogos è composto dall'unione di due parole greche: bios, «vita», e logos, «parola, ragione» ed è stato coniato dallo scienziato genetista statunitense  Francis Collins (già direttore del Progetto Genoma Umano e attuale direttore del NIH).
Concettualmente molto vicina al creazionismo evolutivo, anche detto evoluzionismo teista, il termine proposto da Collins ha lo scopo di evitare fraintendimenti con correnti di pensiero solo apparentemente simili (come il disegno intelligente) e al tempo stesso evitare di essere considerato come movimento di pensiero ateistico da parte di alcune comunità religiose che considerano tale il creazionismo evolutivo.
Il movimento BioLogos riconosce in toto il metodo scientifico ed i risultati ottenuti dalla scienza stessa. Tra le convinzioni di base del movimento si ritrova un fondamentale concetto del creazionismo evolutivo, ovvero l'evoluzione come mezzo con cui Dio ha creato e continua a far evolvere l'universo e la vita.
Tra i sostenitori di questa corrente di pensiero si trovano anche figure di spicco del panorama cristiano, come il vescovo anglicano e teologo inglese Nicholas Thomas Wright.

## La visione dell'universo
L'evoluzionismo teista, di cui la corrente BioLogos fa parte, riconosce la teoria del Big Bang, secondo la quale l'universo ebbe origine 13,7 miliardi di anni fa a partire da una esplosione di spazio, tempo e materia. Grazie al preciso valore di una quindicina di costanti fisiche fondamentali, l'universo ha potuto espandersi così come ora lo vediamo. Secondo BioLogos questo è uno dei motivi per cui l'inizio dell'universo debba essere stato innescato da una entità creatrice, ovvero Dio.
Il processo evolutivo e di selezione naturale, come la stessa scienza moderna asserisce, avrebbe permesso, nel corso di milioni di anni, lo sviluppo della vita e della diversità biologica. Dio avrebbe preordinato, prima dello stesso Big Bang, il meccanismo evolutivo e continuerebbe ad operare tramite l'evoluzione per creare nuove forme di vita e far evolvere le forme di vita attuali.
Gli umani farebbero parte di questo processo e avrebbero avuto, come d'altra parte anche la scienza moderna asserisce, un predecessore comune con tutte le forme di vita terrestri. In particolare BioLogos riconosce la veridicità, ricavata dagli studi scientifici sul genoma umano e degli scimpanzé, dell'antenato in comune dell'uomo con le scimmie antropomorfe.
L'uomo si distinguerebbe però dal resto del mondo animale per alcune caratteristiche di tipo spirituale, come la morale, non spiegabile secondo i meccanismi evolutivi.
Tradotta in Italiano, la sezione delle "Domande", presente sul sito BioLogos.org, contiene una serie di domande frequenti, con le relative risposte, riguardo al creazionismo evolutivo.

## Critiche
Il movimento BioLogos è stato criticato  sia da parte di molti creazionisti americani, sia da parte di esponenti di movimenti ateisti. Dai primi perché BioLogos riconosce il procedimento scientifico e le scoperte da esso derivanti come un corretto strumento di indagine del mondo naturale. Dai secondi viene invece ritenuto essere uno dei tentativi di conciliare forzatamente scienza e religione.